# Emmanuel Thoma
Emmanuel Thoma (Rollegem-Kapelle, 26 de marzo de 1917 - Sint-Eloois-Winkel, 27 de agosto de 2002) fue un ciclista belga, profesional desde el 1945 hasta el 1954.

## Palmarés
| 1944 - 1º en la Rollegem-Kapelle 1945 - 1º en Knesselare - 1º en Veldegem - 1º en Essen - 1º en Zarren 1946 - 1º en Lottenhulle - 1º en Nokere Koerse - 1º en Oostkamp - 1º en el Critérium de Oostrozebeke 1947 - 1º en Deerlijck - 1º en Wingene - 1º en Oudenaarde 1948 - 1º en Lauwe - 1º en la Bruselas-Oostende - 1º en Gullegem Koerse Individueel - 1º en Heule - 1º en el Campeonato de Flandes | 1950 - 1º en Aniche - 1º en Eeklo 1951 - 1º en Omloop Mandel-Leie-Schelde 1952 - 1º en Sint-Andries - Tour del Norte y vencedor dos etapas - 1º en la Rollegem-Kapelle - 1º en Moorsele, Moorsele (West-Vlaanderen), Bélgica - 1º en Roeselare 1953 - 1º en Omloop van het Westen - Vencedor de etapa en 1º en el Tour del Norte 1954 - 1º en Watten |